# Legalismo (filosofía china)

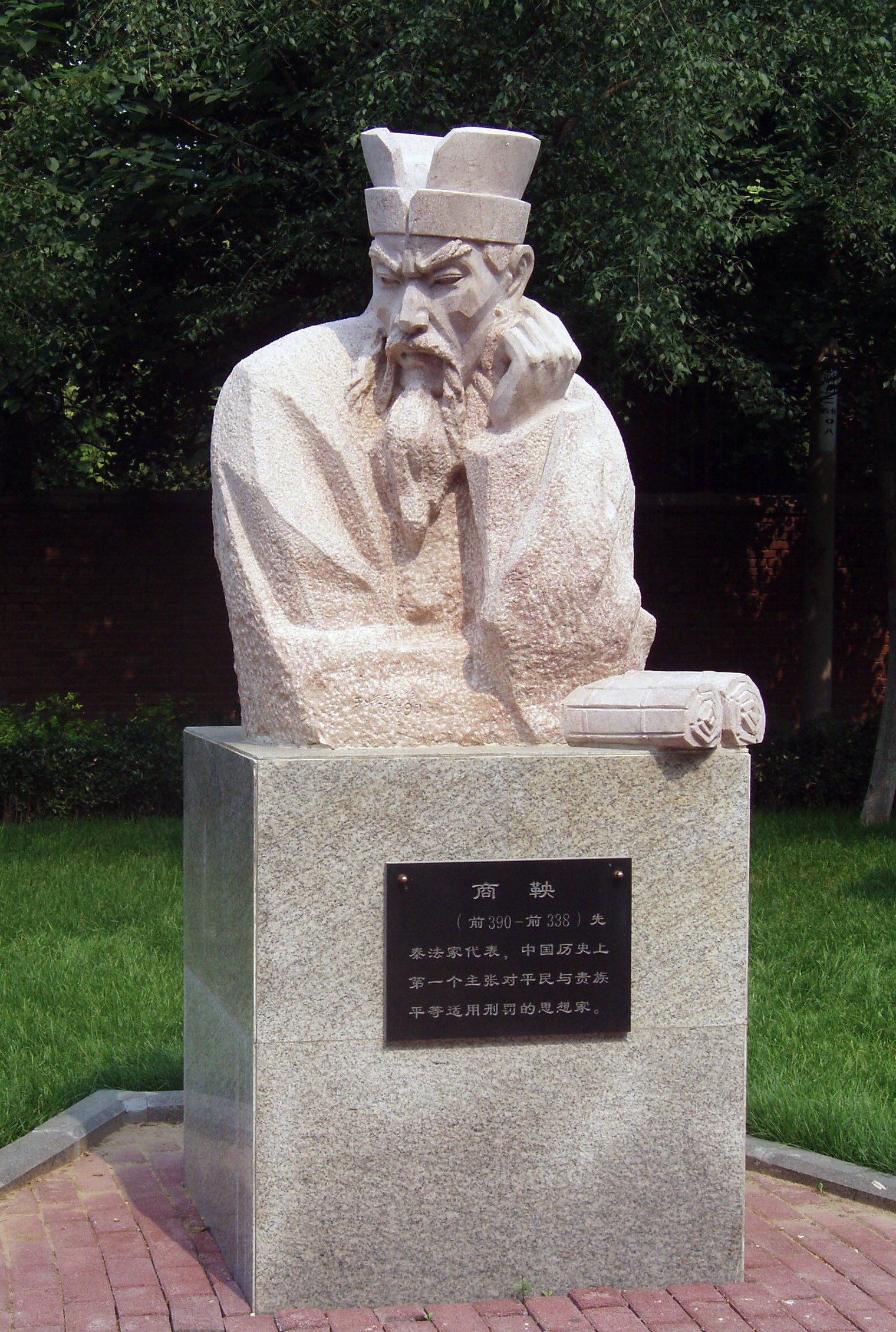
Busto de Shang Yang.

El legalismo o legismo (chino 法家; pinyin fǎjiā, escuela de 'métodos' o estándares') fue una escuela filosófica china centrada en la filosofía política, las leyes, la realpolitik y la gestión burocrática. Ignorando en gran medida la moralidad o las visiones idealizadas de cómo debería ser la sociedad, se centraron en el gobierno pragmático a través del poder del autócrata y el estado. Su objetivo era lograr el orden social, la seguridad y la estabilidad. Siglos más tarde, las ideas del legalismo influyeron en las del régimen maoísta.
Una figura clave de esta escuela fue el administrador y filósofo político Shen Buhai (c. 400-337 a. C.). Otra figura central, Shang Yang (390-338 a. C.), fue un destacado reformador que transformó el estado Qin en el poder dominante que conquistó el resto de China en 221 a. C. El sucesor de Shen, Han Fei (c. 280-233 a. C.) sintetizó el pensamiento de los otros legalistas en su texto homónimo, el Han Feizi, uno de los textos legalistas más influyentes que fue utilizado por los sucesivos gobernantes chinos como una guía para el gobierno y organización burocrática del estado imperial.
Sus teorías representaban los intereses de los terratenientes. Tenían una visión materialista del mundo, plasmada en la frase El hombre vence al cielo (tian), con lo que se oponía claramente al confucianismo. También defendían el Gobierno mediante las leyes que se oponía al Gobierno mediante los ritos de los confucianos.
Una máxima del legismo era «cuando la época cambia, las maneras cambian»; su principio fundamental era la jurisprudencia. En este contexto, legismo significa «filosofía política que mantiene la regla de la ley», distinguiéndose así del sentido occidental de la palabra.

## Doctrina
El pensamiento político de la Escuela Legista es utilitarista. Su principal objetivo es fortalecer el poder del monarca. Considera que el hombre virtuoso no puede fortalecer mucho a un reino si actúa en contra de lo que le motiva y no puede dar al pueblo muchos beneficios si no tiene en cuenta su "propia recompensa".
Aboga también por no permitir otras ideas que no fuesen las del monarca. La base del funcionamiento del estado tiene que estar en las leyes. En el pensamiento legista son importantes estos tres conceptos: “el sistema legal”, (法 fǎ); “la estratagema política", (术 shù) y "la autoridad", (势shì). "El sistema legal" (法 fǎ) hace referencia a que el estado ideal debe tener leyes muy severas, recompensar a las personas que aporten beneficios y castigar a los infractores de la ley. "La estratagema política" (术 shù) quiere decir que el monarca tiene ha de conocer qué medios son adecuados para gobernar bien, debe hacer frente a sus opositores políticos y mantener tanto su poder como su rango. "La autoridad" (势shì) significa que el monarca debe conservar una buena y férrea autoridad, así como que tiene que saber controlar a sus ministros.
Su regla se basa en la siguiente trinidad:
- Fa (法 fǎ): Ley o principio.
- Shu (術 shù): Método, táctica o arte.
- Shi (勢 shì): Legitimidad, energía o carisma.

## La Ley
La ley (fa 法) es el concepto central en el pensamiento del sistema legista. No tiene significado con ideas confucianas como humanidad y cohesión social.
La ley no tiene otras funciones, es la simple expresión del Tao que se incorpora a los hombres.

## Aplicación de la ley
El sistema, en su totalidad, se creó para hacer que la gente se comportara y actuara según lo que quería la dinastía. La legislación apoyada por los legalistas estaba destinada a apoyar el Estado, el emperador y su ejército.
Los legalistas destacaron especialmente el pragmatismo como base de la ley. El primer emperador, Qin Shi Huang, lo usó para debilitar el poder de los señores feudales, conquistar y unificar los Estados beligerantes en un solo imperio, crear treinta y seis provincias administrativas y estandarizar el sistema de escritura.
Reflejando la pasión legista por el orden y estructura, todos los documentos en el Imperio tuvieron que haber registrado el año que fueron escritos, el escriba que los copió a la vez que la hora exacta de entrega.
En las dinastías posteriores, el legalismo fue desacreditado y dejó de ser una escuela de pensamiento independiente. Sin embargo, observadores confucianos antiguos y modernos de la política China han argumentado que algunas ideas legalistas se fusionaron con el confucianismo convencional y todavía juegan un papel importante en el gobierno. "Confucionistas en el exterior y legalista al interior" (儒表法裡).